# Гырня
Гырня (болг. Гърня) — село в Болгарии. Находится в Габровской области, входит в общину Дряново. Население составляет 3 человека.

## Политическая ситуация
Гырня подчиняется непосредственно общине и не имеет своего кмета.
Кмет (мэр) общины Дряново — Иван Илиев Николов (независимый) по результатам выборов.